# 大阪市立高殿小学校
大阪市立高殿小学校（おおさかしりつ たかどのしょうがっこう）は、大阪府大阪市旭区にある公立小学校。
創立記念日は6月1日。

## 沿革
- 1940年6月1日 - 大阪府大阪市大宮高等小学校として創立。
- 1941年4月1日 - 国民学校令により、大阪市高殿国民学校に改称。
- 1947年4月1日 - 学制改革により、大阪市高殿小学校に改称。
- 1980年 - 大阪市立高殿南小学校を分離。

## 交通
- 地下鉄谷町線 関目高殿駅北西500m
- 京阪本線関目駅、地下鉄今里筋線関目成育駅北西800m

## 出身者
- 日高萌（バレーボール選手）